# 10 Trianguli
10 Trianguli en vit stjärna i huvudserien i stjärnbilden Triangeln. 
10 Tri har visuell magnitud +5,29 och befinner sig på ett avstånd av ungefär 375 ljusår.